# Бандикоты
Бандико́ты (лат. Bandicota) — род грызунов подсемейства мышиных. Распространены в Южной и Юго-Восточной Азии.
Выделяется три вида, хотя до самого последнего времени у исследователей оставалась неясность в отношении степени их родства, а также родства с другими близкими родами мышиных:
- Индийская бандикота (лат. Bandicota indica).
- Бенгальская бандикота (лат. Bandicota bengalensis).
- Бирманская бандикота (лат. Bandicota savilei).

Ареал бандикот очень широкий. В местах своего распространения каждый из видов, как правило, соседствует как минимум ещё с одним видом бандикот. Бандикоты на всём протяжении своего ареала — обычные синантропные грызуны, хотя нередко встречаются и в малозаселённой местности.
Все бандикоты — довольно крупные грызуны (самая крупная — индийская). Длина тела достигает 40 см, вес может превышать 1,5 кг. Хвост длинный, равный по длине телу. Общий облик характерен для семейства мышиных, но морда довольно широкая и сильно закруглённая. Окраска в целом тёмная, с более светлым брюхом.
Бандикоты в целом всеядны. Вблизи человека питаются в основном отбросами, также поедают в большом количестве растительный корм (в основном зёрна и семена). Образ жизни всех трёх видов довольно схож. Бандикоты живут в глубоких норах, предпочитая сооружать их в земле, а не в человеческих постройках. В норах делают запасы корма, достигающие нескольких килограммов зерна и фруктов.
На всём протяжении ареала бандикоты многочисленны и находятся вне опасности.. Бандикот часто употребляют в пищу, особенно в странах Юго-Восточной Азии. Эти грызуны (как и другие мышиные) являются переносчиками возбудителей опасных заболеваний. Все бандикоты, особенно бенгальская, — опасные вредители сельского хозяйства, поэтому местное население часто истребляет их.
Ископаемые остатки бандикот известны из верхнего плиоцена Индии.
Слово «бандикота» происходит от названия этих грызунов на языке телугу — пандико́кку, что буквально означает «крыса-свинья», «свиная крыса».